# Đèo Xá Tổng
Đèo Xá Tổng hay đèo Sá Tổng là đèo trên quốc lộ 6 ở huyện Mường Chà tỉnh Điện Biên, Việt Nam .

## Vị trí
Đèo Xá Tổng trên quốc lộ 6 ở vùng đất xã Xá Tổng, và được đặt tên theo xã này. Nhiều văn liệu dùng tên xã là Sá Tổng và tương ứng tên đèo cũng gọi là đèo Sá Tổng. Đèo dài 25 km, đỉnh đèo ở cách ngã ba với quốc lộ 12 ở thị xã Mường Lay cỡ 9 km và cách thị trấn Tuần Giáo cỡ 60 km..
Đèo Xá Tổng rất hiểm trở và được coi là đèo hùng vĩ ở vùng tây bắc với cảnh sắc thiên nhiên tuyệt đẹp khiến người yêu du lịch luôn muốn chinh phục .

## Tên đèo
Tên đèo được đặt theo tên xã Xá Tổng theo Quyết định 373-NV của Bộ Nội vụ ngày 23 tháng 7 năm 1968, thay cho tên đèo cũ bằng tiếng Pháp là Đèo Claveau.